# 巴特菲爾德鎮區 (阿肯色州溫泉縣)
巴特菲爾德鎮區（英語：Butterfield Township）是位於美國阿肯色州溫泉縣的一個行政鎮區。

## 地方資料
巴特菲爾德鎮區的面積為37.47平方千米，當中陸地面積為37.36平方千米，而水域面積為0.11平方千米。根據2010年美國人口普查的數據，當地共有人口1494人，而人口密度為每平方千米39.87人。